# Rasmus Rosenqvist
Rasmus Rosenqvist, född 17 juli 1996, är en svensk fotbollsspelare som spelar för Rydboholms SK

## Karriär
Rosenqvists karriär startade i Rydboholms SK i femårsåldern. Vid tio års ålder tog han klivet till IF Elfsborg. Under hösten 2015 signerade Rosenqvist ett a-lagskontrakt med IF Elfsborg.
Den 25 juli 2016 gjorde Rosenqvist allsvensk debut för IF Elfsborg, då innermittfältaren fick starta i 3–1-segern mot Östersunds FK.
Den 4 april 2018 lånades Rosenqvist ut till Helsingborgs IF på ett låneavtal fram till sommaren 2018. Den 28 december 2018 lånades Rosenqvist ut till Gais på ett låneavtal över säsongen 2019. I januari 2021 gick Rosenqvist till division 3-klubben Hestrafors IF.